# Kandanos-Selinos
Kandanos-Selinos (tiếng Hy Lạp: ?) là một khu tự quản ở vùng Kríti, Hy Lạp. Khu tự quản Kandanos-Selinos có diện tích 376 km², dân số theo điều tra ngày 18 tháng 3 năm 2001 là 6302 người.